# Districtul Kantharawichai
Kantharawichai (în thailandeză กันทรวิชัย) este un district (Amphoe) din provincia Maha Sarakham, Thailanda, cu o populație de 80.250 de locuitori și o suprafață de 372,2 km².

## Componență
Districtul este subdivizat în 10 subdistricte (tambon), care sunt subdivizate în 183 de sate (muban). 